# Sportjahr 1993
Liste der Sportjahre

◄◄ | ◄ | 1989 | 1990 | 1991 | 1992 | Sportjahr 1993 | 1994 | 1995 | 1996 | 1997 | ► | ►►

Weitere Ereignisse

## American Football
- 31. Januar – Die Dallas Cowboys gewinnen den Super Bowl XXVII in Pasadena, Kalifornien, gegen die Buffalo Bills mit 52:17.
- 25. September – Die Munich Cowboys gewinnen den German Bowl XV in München gegen die Cologne Crocodiles mit 42:36.

## Badminton
Höhepunkte des Badmintonjahres 1993 waren die Weltmeisterschaft und der Sudirman Cup.

### World Badminton Grand Prix
| Veranstaltung       | Herreneinzel           | Dameneinzel         | Herrendoppel                            | Damendoppel                          | Mixed                                |
| ------------------- | ---------------------- | ------------------- | --------------------------------------- | ------------------------------------ | ------------------------------------ |
| Chinese Taipei Open | Heryanto Arbi          | Lim Xiaoqing        | Cheah Soon Kit Soo Beng Kiang           | Lim Xiaoqing Christine Magnusson     | Denny Kantono Zelin Resiana          |
| Japan Open          | Heryanto Arbi          | Ye Zhaoying         | Chen Hongyong Chen Kang                 | Chung So-young Gil Young-ah          | Thomas Lund Catrine Bengtsson        |
| Korea Open          | Joko Suprianto         | Bang Soo-hyun       | Huang Zhanzhong Zheng Yumin             | Chung So-young Gil Young-ah          | Thomas Lund Catrine Bengtsson        |
| Swiss Open          | Fung Permadi           | Yuliani Santosa     | Peter Axelsson Pär-Gunnar Jönsson       | Gillian Clark Joanne Wright          | Pär-Gunnar Jönsson Maria Bengtsson   |
| Swedish Open        | Thomas Stuer-Lauridsen | Bang Soo-hyun       | Rexy Mainaky Ricky Subagja              | Chung So-young Gil Young-ah          | Thomas Lund Catrine Bengtsson        |
| All England         | Heryanto Arbi          | Susi Susanti        | Jon Holst-Christensen Thomas Lund       | Chung So-young Gil Young-ah          | Jon Holst-Christensen Grete Mogensen |
| Malaysia Open       | Ardy Wiranata          | Susi Susanti        | Rexy Mainaky Ricky Subagja              | Lim Xiaoqing Christine Magnusson     | Michael Søgaard Gillian Gowers       |
| Indonesia Open      | Alan Budikusuma        | Ye Zhaoying         | Rexy Mainaky Ricky Subagja              | Finarsih Lili Tampi                  | Rudy Gunawan Rosiana Tendean         |
| Canadian Open       | Thomas Stuer-Lauridsen | Camilla Martin      | Jon Holst-Christensen Thomas Lund       | Lim Xiaoqing Christine Magnusson     | Thomas Lund Pernille Dupont          |
| US Open             | Marleve Mainaky        | Lim Xiaoqing        | Jon Holst-Christensen Thomas Lund       | Chung So-young Gil Young-ah          | Thomas Lund Catrine Bengtsson        |
| China Open          | Joko Suprianto         | Han Jingna          | Rudy Gunawan Bambang Suprianto          | Chen Ying Wu Yuhong                  | Chen Xingdong Sun Man                |
| Hong Kong Open      | Hermawan Susanto       | Ye Zhaoying         | S. Antonius Budi Ariantho Denny Kantono | Chen Ying Wu Yuhong                  | Rudy Gunawan Rosiana Tendean         |
| German Open         | Thomas Stuer-Lauridsen | Susi Susanti        | Jon Holst-Christensen Thomas Lund       | Finarsih Lili Tampi                  | Thomas Lund Erica van den Heuvel     |
| Dutch Open          | Poul-Erik Høyer Larsen | Susi Susanti        | Cheah Soon Kit Soo Beng Kiang           | Finarsih Lili Tampi                  | Jan-Eric Antonsson Astrid Crabo      |
| Denmark Open        | Poul-Erik Høyer Larsen | Ye Zhaoying         | Jon Holst-Christensen Thomas Lund       | Lotte Olsen Lisbet Stuer-Lauridsen   | Thomas Lund Catrine Bengtsson        |
| Finnish Open        | Peter Espersen         | Camilla Martin      | Christian Jakobsen Henrik Svarrer       | Camilla Martin Marlene Thomsen       | Jan-Eric Antonsson Astrid Crabo      |
| Russian Open        | Hannes Fuchs           | Marina Andrievskaia | Mikhail Korshuk Vitaliy Shmakov         | Marina Andrievskaia Marina Yakusheva | Nikolai Sujew Marina Andrievskaia    |
| Thailand Open       | Joko Suprianto         | Susi Susanti        | Rudy Gunawan Bambang Suprianto          | Ge Fei Gu Jun                        | Liu Jianjun Wang Xiaoyuan            |
| Scottish Open       | Steve Butler           | Camilla Martin      | Jon Holst-Christensen Thomas Lund       | Lotte Olsen Lisbet Stuer-Lauridsen   | Thomas Lund Catrine Bengtsson        |
| Grand Prix Finale   | Joko Suprianto         | Susi Susanti        | Rudy Gunawan Bambang Suprianto          | Finarsih Lili Tampi                  | Thomas Lund Catrine Bengtsson        |

## Leichtathletik
- 28. März – Jan Železný, Tschechien, erreichte im Speerwurf der Herren 95,66 Meter.
- 11. Mai – Qu Yunxia, China, lief die 1500 Meter der Damen in 3:50,5 Minuten.
- 21. Juni – Sun Caiyun, China, erreichte im Stabhochsprung der Damen 4,11 Meter.
- 5. Juli – Richard Chelimo, Kenia, lief die 10.000 Meter der Herren in 27:07,9 Minuten.
- 10. Juli – Yobes Ondieki, Kenia, lief die 10.000 Meter der Herren in 26:58,4 Minuten.
- 27. Juli – Javier Sotomayor, Kuba, sprang im Hochsprung der Herren 2,45 Meter.
- 10. August – Yobes Ondieki, Kenia, lief die 10.000 Meter der Herren in 26:58,4 Minuten.
- 19. August – Sally Gunnell, Großbritannien, lief die 400 Meter Hürden der Damen in 52,74 Sekunden.
- 20. August – Colin Jackson, Großbritannien, lief die 110 Meter Hürden der Herren in 12,91 Sekunden.
- 21. August – Anna Birjukowa, Russland, erreichte im Dreisprung der Damen 15,09 Meter.
- 27. August – Javier Sotomayor, Kuba, erreichte im Hochsprung der Herren 2,45 Meter.
- 8. September – Wang Junxia, China, lief die 10.000 Meter der Damen in 29:31,8 Minuten.
- 11. September – Qu Yunxia, China, lief die 1500 Meter der Damen in 3:50,5 Minuten.
- 13. September – Wang Junxia, China, lief die 3000 Meter der Damen in 8:06,10 Minuten.

## Motorradsport

### Superbike-Weltmeisterschaft
- Der 29-jährige US-Amerikaner Scott Russell gewinnt auf Kawasaki vor dem Briten Carl Fogarty (Ducati) und dem Neuseeländer Aaron Slight (Kawasaki) die Fahrerwertung. In der Konstrukteurswertung setzt sich Ducati vor Kawasaki und Yamaha durch.

Details: Superbike-Weltmeisterschaft 1993

## Tischtennis
- Tischtennisweltmeisterschaft 1993 11. bis zum 23. Mai in Göteborg (Schweden)

## Geboren

### Januar

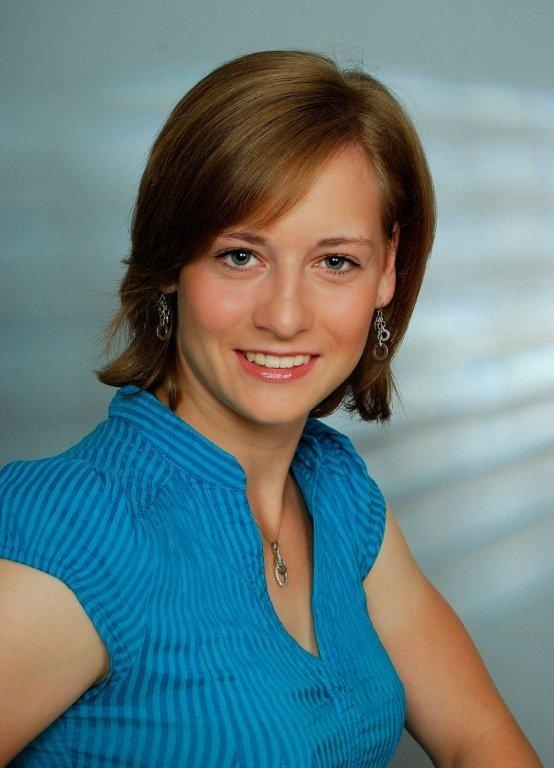
Anna Schaffelhuber

- 01. Januar: Jon Flanagan, englischer Fußballspieler
- 02. Januar: Marcel Schrötter, deutscher Motorradrennfahrer
- 04. Januar: Christian Affolter, Schweizer Basketballspieler
- 04. Januar: Scott Redding, britischer Motorradrennfahrer
- 05. Januar: Jennifer Ågren, schwedische Taekwondoin
- 05. Januar: Fynn Ranke, deutscher Handballspieler
- 05. Januar: Stefan Rzadzinski, kanadischer Automobilrennfahrer
- 06. Januar: Ikrom Ahmadboyev, usbekischer Sommerbiathlet
- 06. Januar: Sonny Kittel, deutsch-polnischer Fußballspieler
- 08. Januar: Florian Ballas, deutscher Fußballspieler
- 08. Januar: Tang Yi, chinesische Schwimmerin
- 09. Januar: Nicolai Brock-Madsen, dänischer Fußballspieler
- 09. Januar: Kevin Korjus, estnischer Automobilrennfahrer
- 10. Januar: Moez Echargui, tunesischer Tennisspieler
- 12. Januar: Branimir Hrgota, schwedischer Fußballspieler
- 12. Januar: Christoph Zimmermann, deutscher Fußballspieler
- 13. Januar: Marcel Schuhen, deutscher Fußballtorhüter
- 14. Januar: Gyda Enger, norwegische Skispringerin
- 14. Januar: Marija Lassizkene, russische Leichtathletin
- 15. Januar: Michelle Mensing, deutsche Handballspielerin und -trainerin
- 15. Januar: Wil Trapp, US-amerikanischer Fußballspieler
- 16. Januar: Kemi Adekoya, nigerianisch-bahrainische Leichtathletin
- 16. Januar: Ahmet Oğuz, türkischer Fußballspieler
- 17. Januar: Edvinas Girdvainis, litauischer Fußballspieler
- 17. Januar: Anastassija Nasarenko, russische Rhythmische Sportgymnastin und Olympiasiegerin
- 18. Januar: Nils Kretschmer, deutscher Handballspieler
- 20. Januar: Maximilian Kroll, deutscher Handballspieler
- 20. Januar: Kyra Malinowski, deutsche Fußballspielerin
- 22. Januar: Rio Haryanto, indonesischer Automobilrennfahrer
- 22. Januar: Shira Willner, deutsche Eiskunstläuferin
- 23. Januar: Tobias Schröter, deutscher Handballspieler
- 25. Januar: Simon Handle, deutscher Fußballspieler
- 26. Januar: Alice Powell, britische Automobilrennfahrerin
- 26. Januar: Anna Schaffelhuber, deutsche Monoskifahrerin
- 28. Januar: Wera Basarowa, russische Eiskunstläuferin
- 28. Januar: Richmond Boakye, ghanaischer Fußballspieler
- 28. Januar: John Anthony Brooks, deutsch-US-amerikanischer Fußballspieler
- 28. Januar: Chukwuebuka Enekwechi, nigerianisch-amerikanischer Leichtathlet
- 28. Januar: Coline Varcin, französische Biathletin
- 29. Januar: Michelle Larcher de Brito, portugiesische Tennisspielerin
- 29. Januar: Tiago Fernandes, brasilianischer Tennisspieler
- 29. Januar: Alexandra Mazzucco, deutsche Handballspielerin
- 29. Januar: Andrei Rogozine, kanadischer Eiskunstläufer
- 31. Januar: Angela Malestein, niederländische Handballspielerin
- 31. Januar: Yaqoub Mohamed al-Youha, kuwaitischer Leichtathlet

### Februar

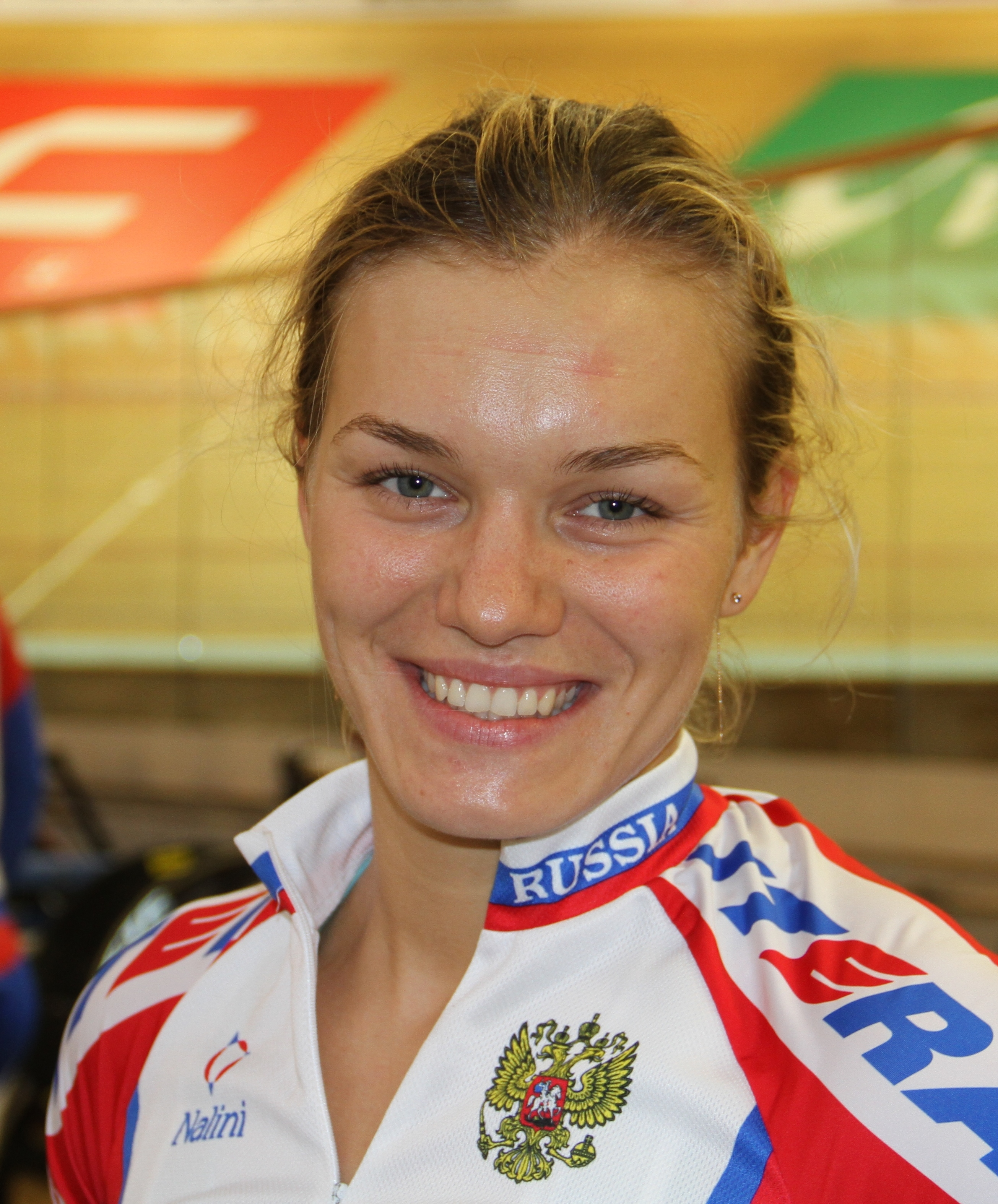
Anastassia Woinowa

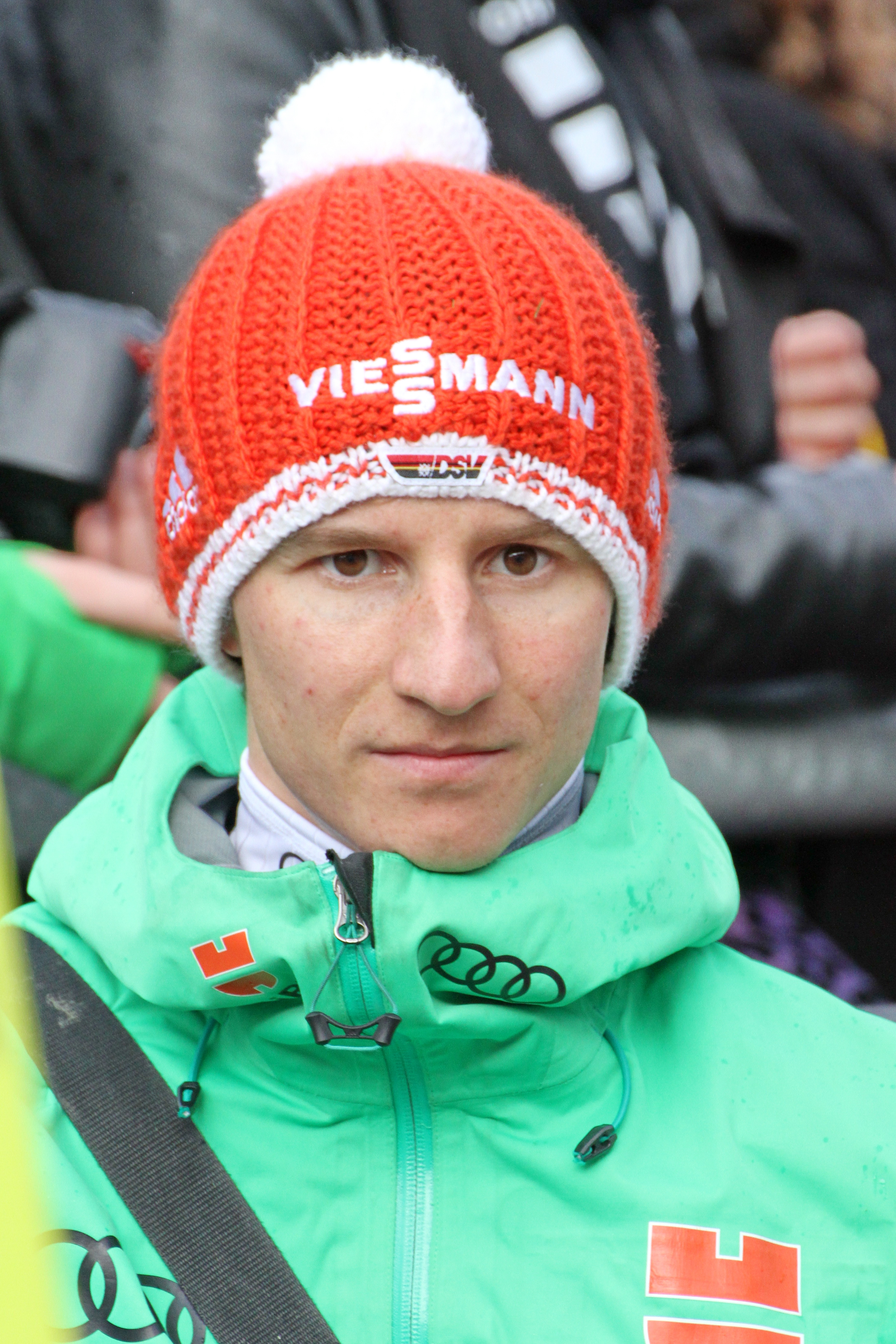
Karl Geiger

- 01. Februar: Loris Baz, französischer Motorradrennfahrer
- 01. Februar: Nico Karger, deutscher Fußballspieler
- 02. Februar: Clemens Aigner, österreichischer Skispringer
- 03. Februar: Dominik Bergdorf, deutscher Fußballspieler
- 03. Februar: Anabelle Smith, australische Wasserspringerin
- 03. Februar: Maximilian Thiel, deutscher Fußballspieler
- 05. Februar: Anastassia Woinowa, russische Radrennfahrerin
- 06. Februar: Marius Steinhauser, deutscher Handballspieler
- 08. Februar: Stefano Beltrame, italienischer Fußballspieler
- 08. Februar: Sina Ritter, deutsche Handballspielerin
- 08. Februar: Luisa Wensing, deutsche Fußballspielerin
- 09. Februar: Mitchell Dijks, niederländischer Fußballspieler
- 09. Februar: Niclas Füllkrug, deutscher Fußballspieler
- 09. Februar: Margaret Kipkemboi, kenianische Langstreckenläuferin
- 09. Februar: Manuel Schmid, deutscher Skirennläufer
- 09. Februar: Kristin Pudenz, deutsche Leichtathletin
- 10. Februar: Max Kepler, deutscher Baseballspieler
- 11. Februar: Karl Geiger, deutscher Skispringer
- 11. Februar: Ben McLemore, US-amerikanischer Basketballspieler
- 12. Februar: Benik Afobe, englischer Fußballspieler
- 12. Februar: Panupong Kingsang, thailändischer Fußballspieler
- 14. Februar: Jadeveon Clowney, US-amerikanischer American-Football-Spieler
- 16. Februar: Matteo De Vettori, italienischer Skirennläufer
- 16. Februar: Nina Hemmer, deutsche Ringerin
- 17. Februar: Nicola Leali, italienischer Fußballspieler
- 17. Februar: Marc Márquez, spanischer Motorradrennfahrer
- 18. Februar: Kentavious Caldwell-Pope, US-amerikanischer Basketballspieler
- 18. Februar: Théry Schir, Schweizer Radrennfahrer
- 19. Februar: Molly Goodman, australische Ruderin
- 19. Februar: Michail Naumenkow, russischer Eishockeyspieler
- 19. Februar: Juri Schopin, russischer Biathlet
- 19. Februar: Daniel Zugg, österreichischer Skibergsteiger
- 20. Februar: Niklas Kreuzer, deutscher Fußballspieler
- 21. Februar: George Munsey, britischer Cricketspieler
- 22. Februar: Matthias Hochegger, österreichischer Nordischer Kombinierer
- 22. Februar: Anton Slobin, russischer Eishockeyspieler
- 24. Februar: Kasim Rabihic, deutsch-bosnischer Fußballspieler
- 24. Februar: Anna Wruck, US-amerikanische Volleyballspielerin
- 25. Februar: Johannes Aujesky, österreichischer Freestyle-Skier
- 25. Februar: Tahir Gülec, deutscher Taekwondoin
- 25. Februar: Maurice Huke, deutscher Leichtathlet
- 25. Februar: Lukáš Sedlák, tschechischer Eishockeyspieler
- 27. Februar: Alphonse Aréola, französischer Fußballtorwart
- 27. Februar: Abdelati el-Guesse, marokkanischer Leichtathlet
- 27. Februar: Edose Ibadin, nigerianischer Leichtathlet
- 27. Februar: Damian Roßbach, deutscher Fußballspieler
- 28. Februar: Christian Günter, deutscher Fußballspieler
- 28. Februar: André Hoffmann, deutscher Fußballspieler
- 28. Februar: Marquis Teague, US-amerikanischer Basketballspieler

### März

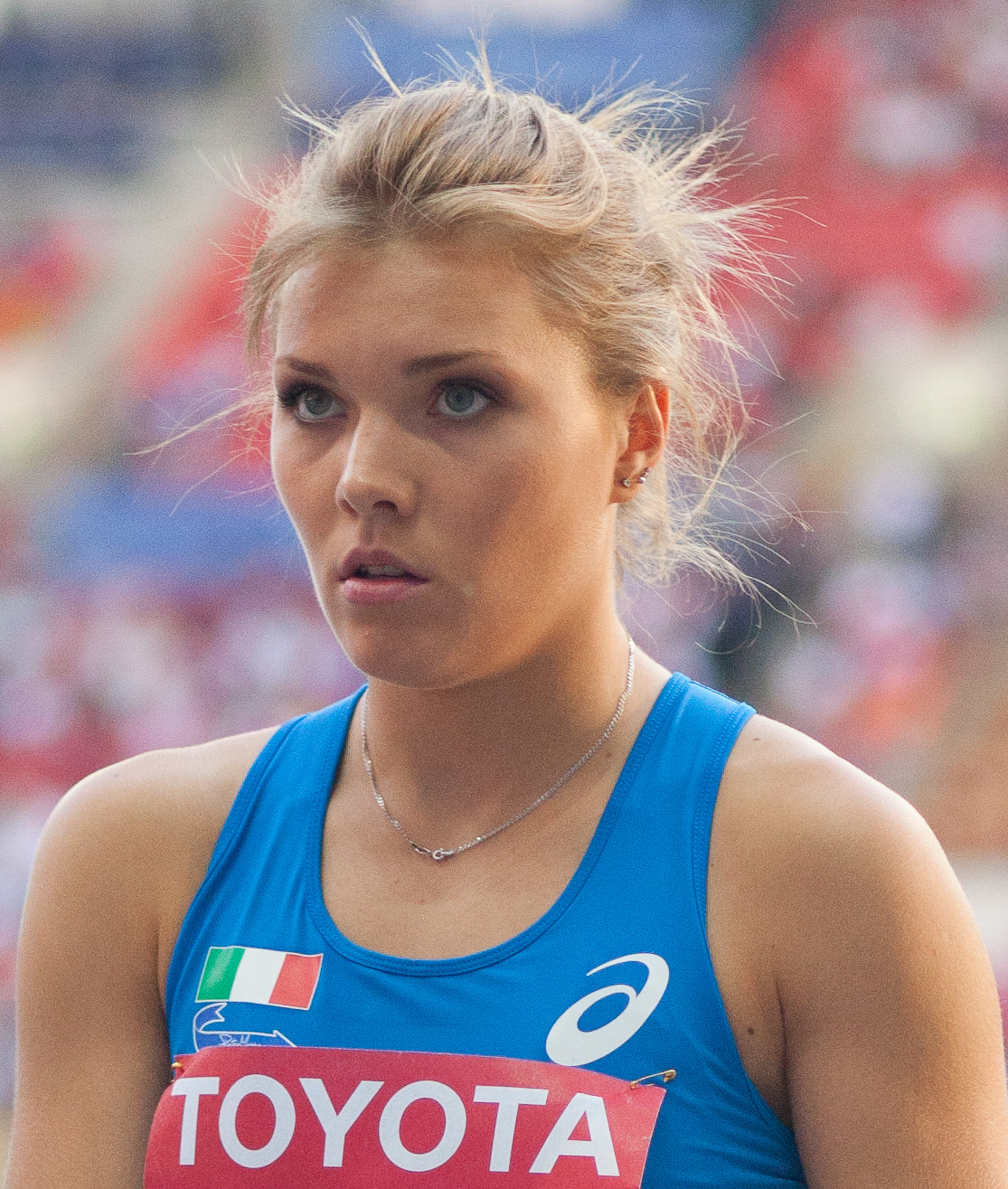
Dariya Derkach (2013)

- 01. März: Mark Harry Diones, philippinischer Leichtathlet
- 02. März: Bogdan Radivojević, serbischer Handballspieler
- 03. März: Gabriela Cé, brasilianische Tennisspielerin
- 03. März: Jeremy Hayward, australischer Hockeyspieler
- 04. März: Benjamin Lock, simbabwischer Tennisspieler
- 04. März: Darja Paluektawa, belarussische Geherin
- 04. März: Michał Szromnik, polnischer Fußballtorwart
- 06. März: Nguyễn Thị Thật, vietnamesische Radsportlerin
- 07. März: Fatoumata Baldé, guineische Fußballspielerin
- 07. März: Fernando Monje, spanischer Automobilrennfahrer
- 09. März: Tom Trybull, deutscher Fußballspieler
- 11. März: Manon Carpenter, walisische Mountainbikerin
- 11. März: Anthony Davis, US-amerikanischer Basketballspieler
- 11. März: Alexander Hill, australischer Ruderer
- 12. März: Olga Andrejewa, kasachische Leichtathletin
- 12. März: Rellie Kaputin, papua-neuguineische Leichtathletin
- 12. März: Mohamed Tindouft, marokkanischer Leichtathlet
- 15. März: Aleksandra Krunić, serbische Tennisspielerin
- 15. März: Paul Pogba, französischer Fußballspieler
- 16. März: Hasan Pepić, deutsch-montenegrinischer Fußballspieler
- 17. März: Matteo Bianchetti, italienischer Fußballspieler
- 19. März: Alexander Koslow, russischer Fußballspieler († 2022)
- 21. März: Jake Bidwell, englischer Fußballspieler
- 21. März: Maikol Demetz, italienischer Biathlet
- 25. März: Andreas Hirzel, Schweizer Fußballtorwart
- 25. März: Leonardo Spinazzola, italienischer Fußballspieler
- 26. März: Diego Claudino da Silva, brasilianischer Fußballspieler
- 27. März: Luca Aerni, Schweizer Skirennfahrer
- 27. März: Dariya Derkach, italienische Dreispringerin und Weitspringerin
- 28. März: Julia Behnke, deutsche Handballspielerin
- 29. März: Kate Foo Kune, mauritische Badmintonspielerin
- 30. März: Maria Giulia Confalonieri, italienische Radsportlerin
- 30. März: Philipp Hofmann, deutscher Fußballspieler
- 31. März: Tomáš Holeš, tschechischer Fußballspieler
- 31. März: Molly Meech, neuseeländische Seglerin

### April
- 01. April: Julius Kühn, deutscher Handballspieler
- 02. April: Simon Scherder, deutscher Fußballspieler
- 05. April: Andreas Bouchalakis, griechischer Fußballspieler
- 05. April: Marcel Franke, deutscher Fußballspieler
- 09. April: Tobias Ahrens, deutscher Fußballspieler
- 09. April: Shaun Gill, belizischer Leichtathlet
- 10. April: Rune Dahmke, deutscher Handballspieler
- 14. April: Kalle Kossila, finnischer Eishockeyspieler
- 15. April: Jack Harvey, britischer Automobilrennfahrer
- 15. April: Eroni Leilua, samoanischer Segler
- 16. April: Hanna Glas, schwedische Fußballspielerin
- 17. April: Sindre Lunke, norwegischer Radrennfahrer
- 19. April: Hólmbert Friðjónsson, isländischer Fußballspieler
- 20. April: Mustafa Amini, australischer Fußballspieler
- 21. April: John Paul, schottischer Bahnradsportler († 2022)
- 22. April: Sonja Frey, österreichische Handballspielerin
- 22. April: Boglárka Kapás, ungarische Freistilschwimmerin
- 25. April: Martin Boyle, schottisch-australischer Fußballspieler
- 27. April: Gonzalo Lama, chilenischer Tennisspieler
- 28. April: Eva Adamczyková, tschechische Snowboarderin
- 28. April: Rui Silva, portugiesischer Handballspieler
- 29. April: Katharina Schwabe, deutsche Volleyballspielerin

### Mai

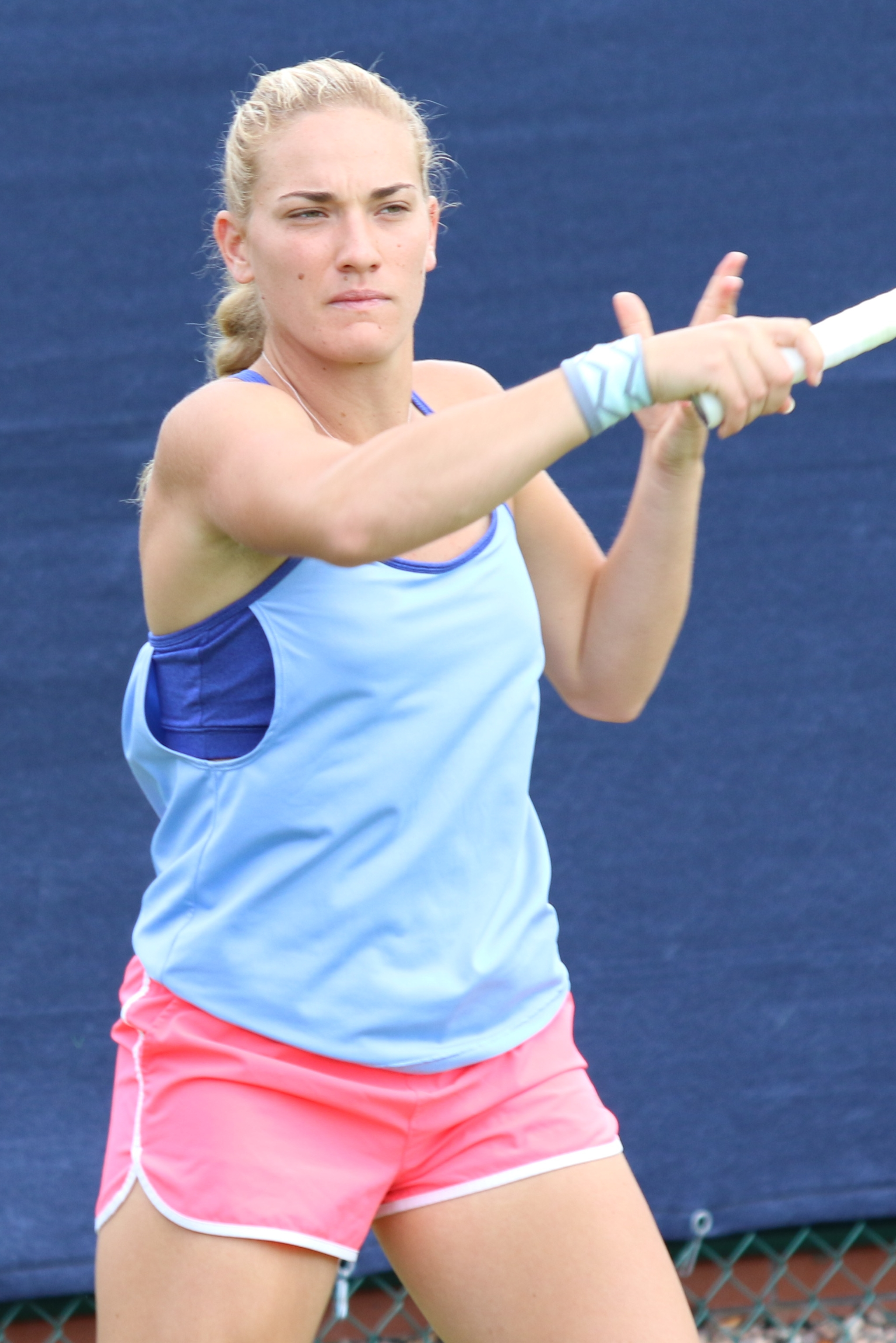
Tímea Babos

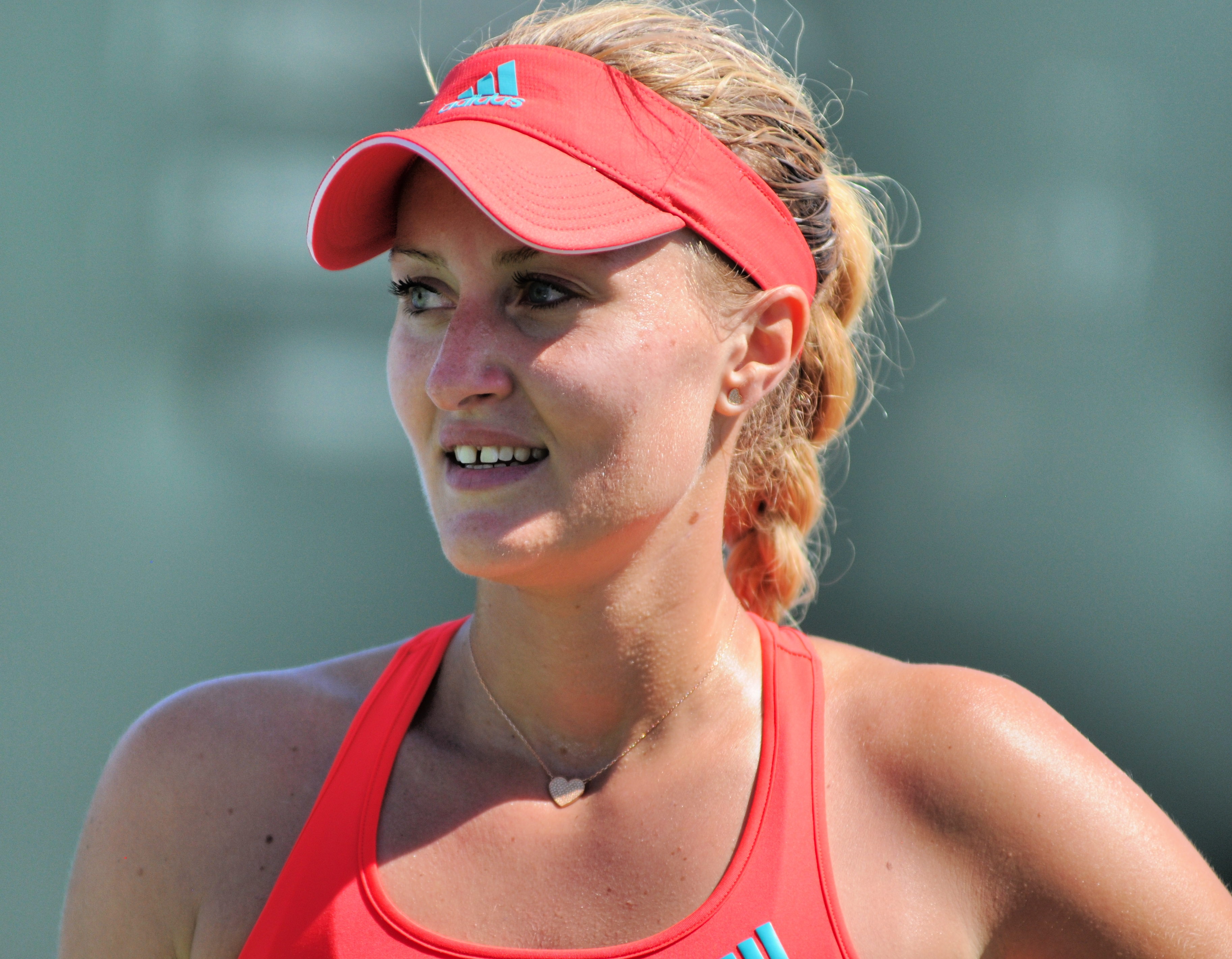
Kristina Mladenovic

- 04. Mai: Kristoffer Skjerping, norwegischer Radrennfahrer
- 04. Mai: Aissuluu Tynybekowa, kirgisische Ringerin
- 05. Mai: Damion Lowe, jamaikanischer Fußballspieler
- 06. Mai: Artun Akçakın, türkischer Fußballspieler
- 07. Mai: Ajla Tomljanović, kroatisch-australische Tennisspielerin
- 07. Mai: Marvin Wanitzek, deutscher Fußballspieler
- 09. Mai: Hugo Dorrego, uruguayischer Fußballspieler
- 10. Mai: José Aja, uruguayischer Fußballspieler
- 10. Mai: Tímea Babos, ungarische Tennisspielerin
- 12. Mai: Wendy Holdener, Schweizer Skirennläuferin
- 13. Mai: Stefan Kraft, österreichischer Skispringer
- 13. Mai: Romelu Lukaku, belgischer Fußballspieler
- 14. Mai: Kristina Mladenovic, französische Tennisspielerin
- 15. Mai: Shanice Craft, deutsche Leichtathletin
- 15. Mai: Tomáš Kalas, tschechischer Fußballspieler
- 16. Mai: Johannes Thingnes Bø, norwegischer Biathlet
- 17. Mai: Junior Arias, uruguayischer Fußballspieler
- 18. Mai: Taryn Gollshewsky, australische Leichtathletin
- 19. Mai: Tess Lieder, niederländische Handballspielerin
- 23. Mai: Sargis Adamyan, armenischer Fußballspieler
- 23. Mai: Eunice Chumba, bahrainische Leichtathletin
- 23. Mai: Hugo Silveira, uruguayischer Fußballspieler
- 25. Mai: Timo Letschert, niederländischer Fußballspieler
- 25. Mai: Nikolai Marzenko, russischer Automobilrennfahrer
- 26. Mai: Adrian König-Rannenberg, deutsch-peruanischer Leichtathlet
- 27. Mai: Ivar Slik, niederländischer Radrennfahrer
- 30. Mai: Florian Hecht, deutscher Volleyballspieler
- 31. Mai: Chhun Bunthorn, kambodschanischer Leichtathlet

### Juni
- 02. Juni: Tjark Müller, deutscher Handballspieler
- 02. Juni: Melis Sezer, türkische Tennisspielerin
- 04. Juni: Juan Iturbe, argentinischer Fußballspieler
- 05. Juni: Erdal Akdarı, deutsch-türkischer Fußballspieler
- 07. Juni: Emil Bernstorff, britisch-dänischer Automobilrennfahrer
- 07. Juni: Bilal Tabti, algerischer Leichtathlet
- 08. Juni: Edisson Jordanov, bulgarisch-deutscher Fußballspieler
- 08. Juni: Ashley Spencer, US-amerikanische Leichtathletin
- 10. Juni: Adama Jammeh, gambischer Leichtathlet
- 11. Juni: Nicolás Albarracín, uruguayischer Fußballspieler
- 11. Juni: Gerrit Nieberg, deutscher Springreiter
- 11. Juni: Lidia Parada, spanische Speerwerferin
- 14. Juni: George Kambosos, australischer Boxer
- 15. Juni: Carolina Marín, spanische Badmintonspielerin; Olympiasiegerin

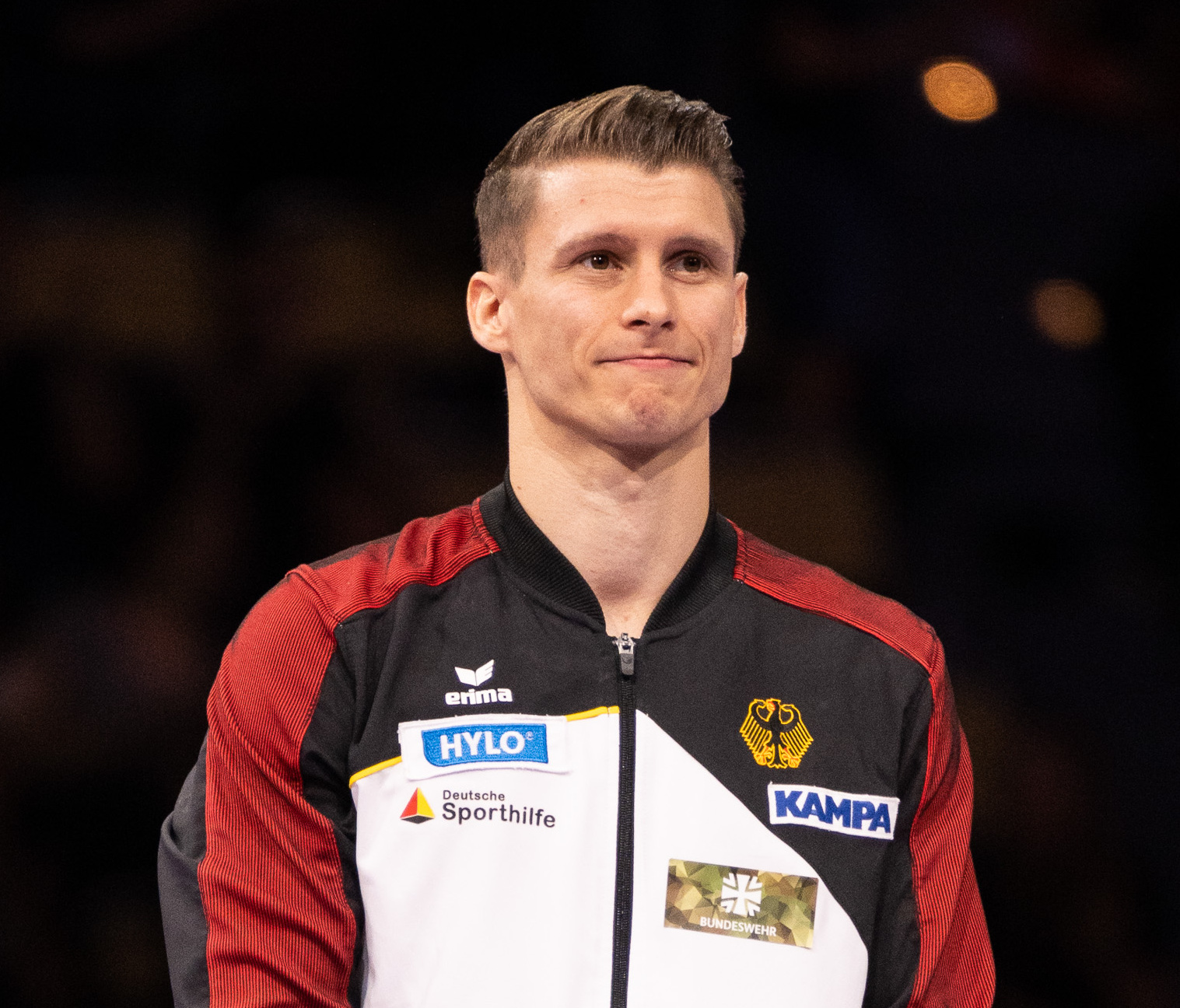
Lukas Dauser

- 15. Juni: Lukas Dauser, deutscher Kunstturner
- 15. Juni: Cooper Kupp, US-amerikanischer American-Football-Spieler
- 17. Juni: Nikita Igorewitsch Kutscherow, russischer Eishockeyspieler
- 17. Juni: Rebekah Stott, neuseeländische Fußballspielerin
- 20. Juni: Johannes Brinkies, deutscher Fußballspieler
- 21. Juni: Erik Janža, slowenischer Fußballspieler

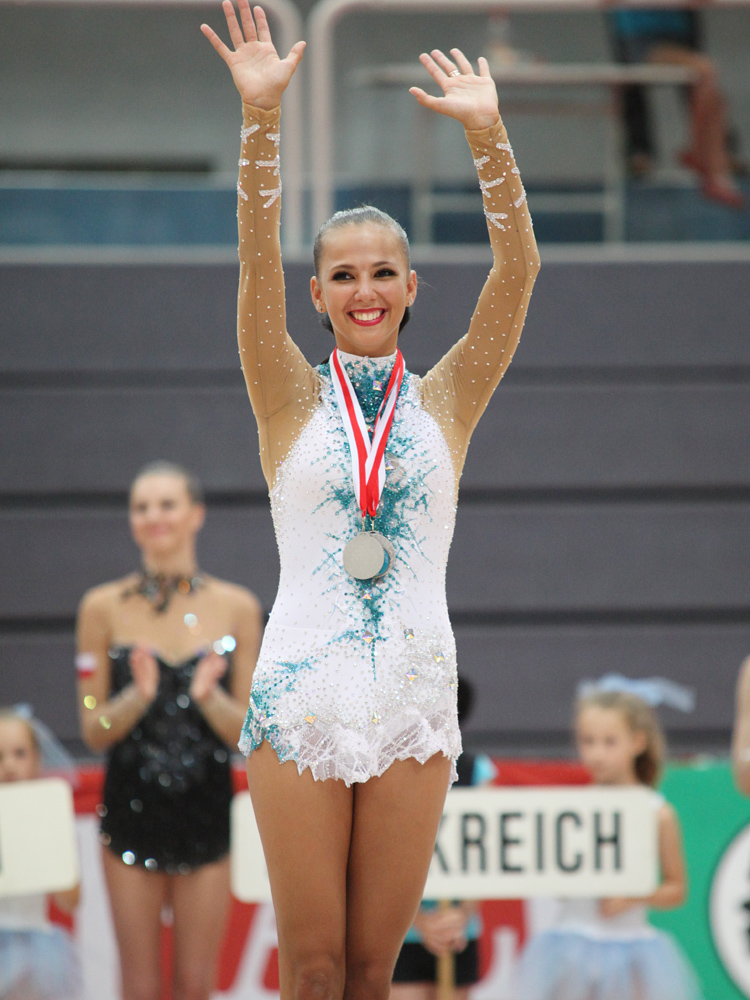
Darja Dmitrijewa

- 22. Juni: Darja Dmitrijewa, russische rhythmische Sportgymnastin
- 22. Juni: Jegor Feoktistow, russischer Volleyballspieler
- 23. Juni: Marvin Grumann, deutscher Fußballspieler
- 23. Juni: Michelle Jenneke, australische Leichtathletin
- 23. Juni: Victor Luis, brasilianischer Fußballspieler
- 24. Juni: Brandon Maïsano, französischer Automobilrennfahrer
- 25. Juni: Hugues Fabrice Zango, burkinischer Leichtathlet
- 26. Juni: Shivam Dube, indischer Cricketspieler
- 27. Juni: Kai Feldmann, deutscher Handballspieler
- 27. Juni: Walentina Iwachnenko, russische Tennisspielerin
- 28. Juni: Tim Boss, deutscher Fußballtorhüter
- 28. Juni: Oliver Gwilt, walisischer Badmintonspieler
- 28. Juni: Maximilian Schüttemeyer, deutscher Handballspieler

### Juli
- 03. Juli: Shinoona Salah al-Habsi, omanische Leichtathletin
- 04. Juli: Akın Açık, türkischer Fußballspieler
- 05. Juli: Imranur Rahman, britisch-bangladeschischer Leichtathlet
- 07. Juli: Gabby Chaves, US-amerikanisch-kolumbianischer Automobilrennfahrer
- 07. Juli: Shaxram Gʻiyosov, usbekischer Boxer
- 09. Juli: Oliver Milde, deutscher Handballspieler
- 12. Juli: Brooke Buschkuehl, australische Leichtathletin
- 12. Juli: Emily van Egmond, australische Fußballspielerin
- 12. Juli: Dennis Franzin, deutscher Fußballspieler
- 15. Juli: Moritz Fritz, deutscher Fußballspieler
- 15. Juli: Håvard Nielsen, norwegischer Fußballspieler
- 16. Juli: Alexander Ipatov, ukrainischer Schachspieler
- 16. Juli: Jannick Lupescu, niederländischer Tennisspieler
- 16. Juli: Tan Wei Han, singapurische Badmintonspielerin
- 17. Juli: Hiroki Sasaki, japanischer Fußballspieler
- 18. Juli: Mats Rits, belgischer Fußballspieler
- 18. Juli: Mieke Kröger, deutsche Radrennfahrerin
- 19. Juli: Meike Schmelzer, deutsche Handballspielerin
- 20. Juli: Adam Maher, niederländischer Fußballspieler
- 24. Juli: Jack Hargreaves, australischer Ruderer
- 24. Juli: Nina Heglund, norwegisch-britische Handballspielerin
- 25. Juli: Fedor Holz, deutscher Pokerspieler und Unternehmer
- 26. Juli: Danny van Poppel, niederländischer Radrennfahrer
- 26. Juli: Borys Taschtschy, ukrainischer Fußballspieler
- 29. Juli: Annet Chemengich Chelangat, ugandische Leichtathletin
- 29. Juli: Dak Prescott, US-amerikanischer American-Football-Spieler
- 30. Juli: Nina Herelová, slowakische Volleyballspielerin
- 30. Juli: Ilse Paulis, niederländische Ruderin und Olympiasiegerin
- 31. Juli: Anne Hubinger, deutsche Handballspielerin
- 31. Juli: Jannis Nikolaou, deutsch-griechischer Fußballspieler

### August

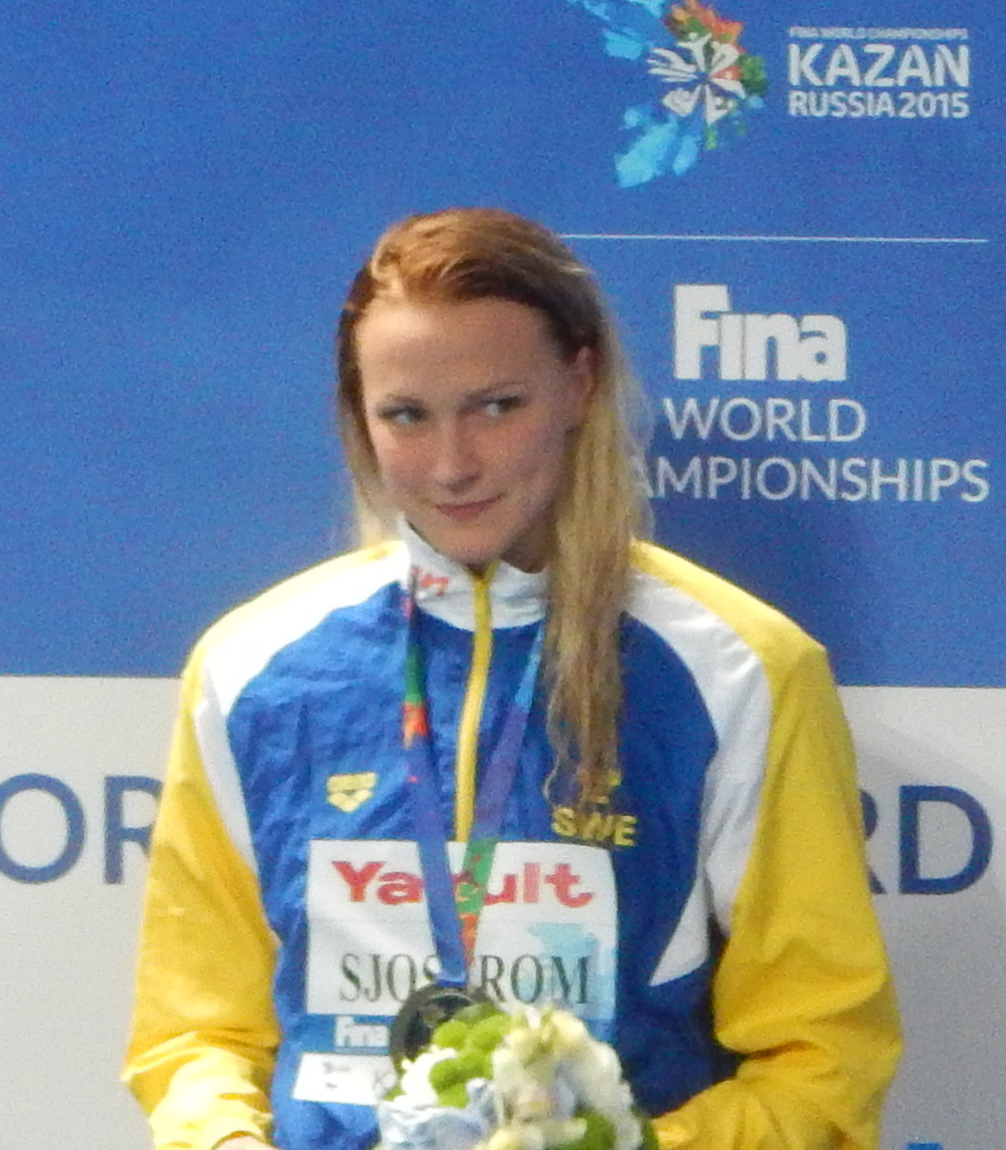
Sarah Sjöström

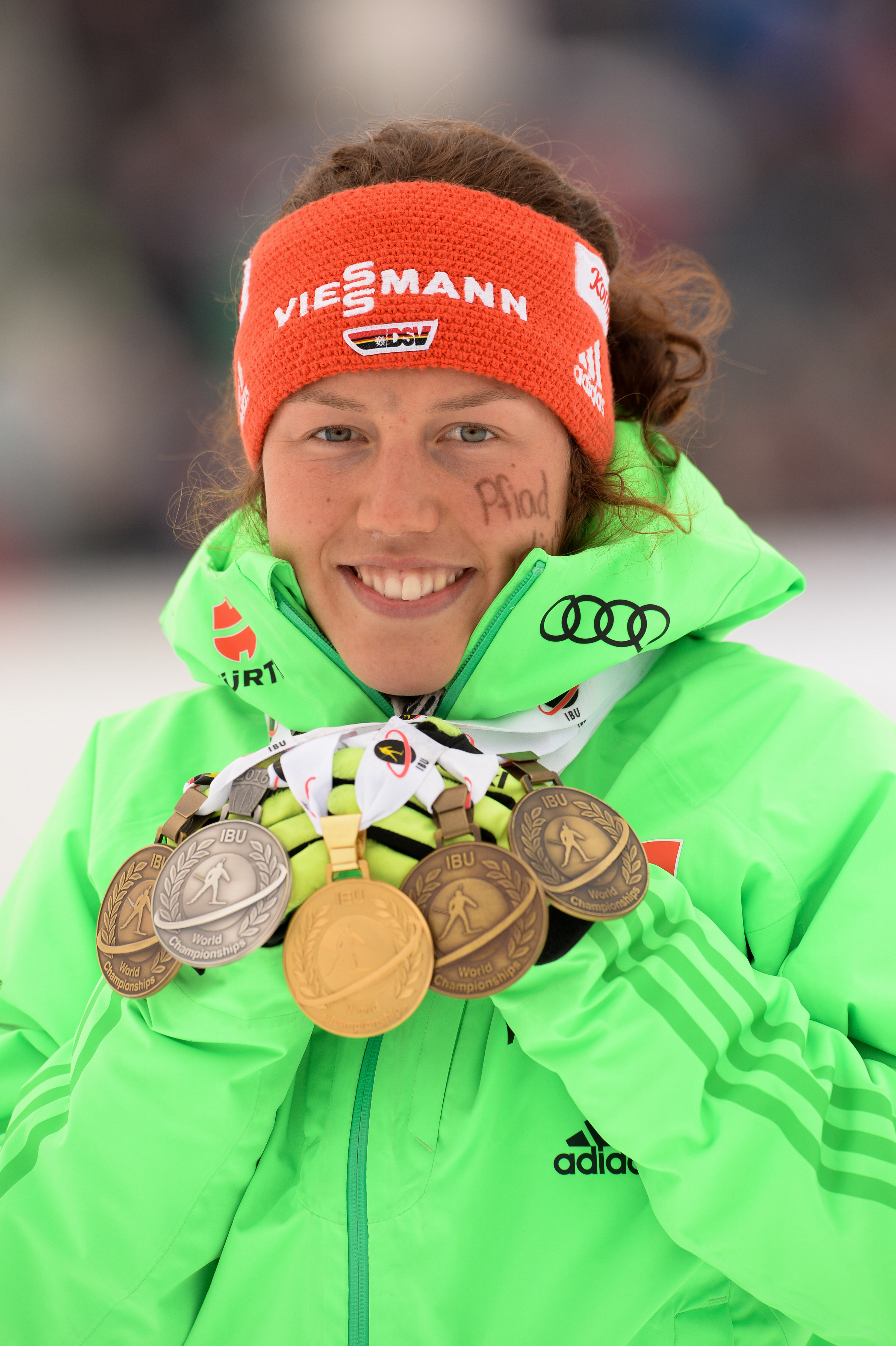
Laura Dahlmeier

- 01. August: Alejandro Abrines Redondo, spanischer Basketballspieler
- 01. August: Santoshi Shrestha, nepalesische Leichtathletin
- 03. August: Tom Liebscher, deutscher Kanute
- 03. August: Malte Jakschik, deutscher Ruderer
- 04. August: Giovanni Di Lorenzo, italienischer Fußballspieler
- 06. August: Amin Younes, deutsch-libanesischer Fußballspieler
- 08. August: Chidi Okezie, nigerianischer Leichtathlet
- 08. August: Benjamin Uphoff, deutscher Fußballspieler
- 11. August: Phoebe Spoors, neuseeländische Ruderin
- 13. August: Tamara Wiktorowna Dronowa, russische Radrennfahrerin
- 13. August: Jonas Folger, deutscher Motorradrennfahrer
- 13. August: Artur Gatschinski, russischer Eiskunstläufer
- 13. August: Kira Grünberg, österreichische Stabhochspringerin
- 15. August: Diana Maria Chelaru, rumänische Kunstturnerin
- 15. August: Dominique Heintz, deutscher Fußballspieler
- 15. August: Natacha Ngoye Akamabi, kongolesische Leichtathletin
- 17. August: Emmanuel Eseme, kamerunischer Leichtathlet
- 17. August: Sarah Sjöström, schwedische Schwimmerin
- 18. August: Gökhan Açıkgöz, türkischer Fußballspieler
- 18. August: Luca Dürholtz, deutscher Fußballspieler
- 18. August: Yonatthan Rak, uruguayischer Fußballspieler
- 19. August: Caprice Dydasco, US-amerikanische Fußballspielerin
- 21. August: Mike Evans, US-amerikanischer American-Football-Spieler
- 21. August: Bjarke Jacobsen, dänischer Fußballspieler
- 21. August: Jonas Thümmler, deutscher Handballspieler
- 21. August: Charlene Woitha, deutsche Leichtathletin
- 22. August: Laura Dahlmeier, deutsche Biathletin († 2025)
- 23. August: Dennis Doden, deutscher Handballspieler
- 23. August: Winnie Nanyondo, ugandische Leichtathletin
- 24. August: Marina Rajčić, montenegrinische Handballspielerin
- 25. August: Jamal Abdelmaji Eisa Mohammed, sudanesischer Leichtathlet
- 30. August: Paco Alcácer, spanischer Fußballspieler

### September

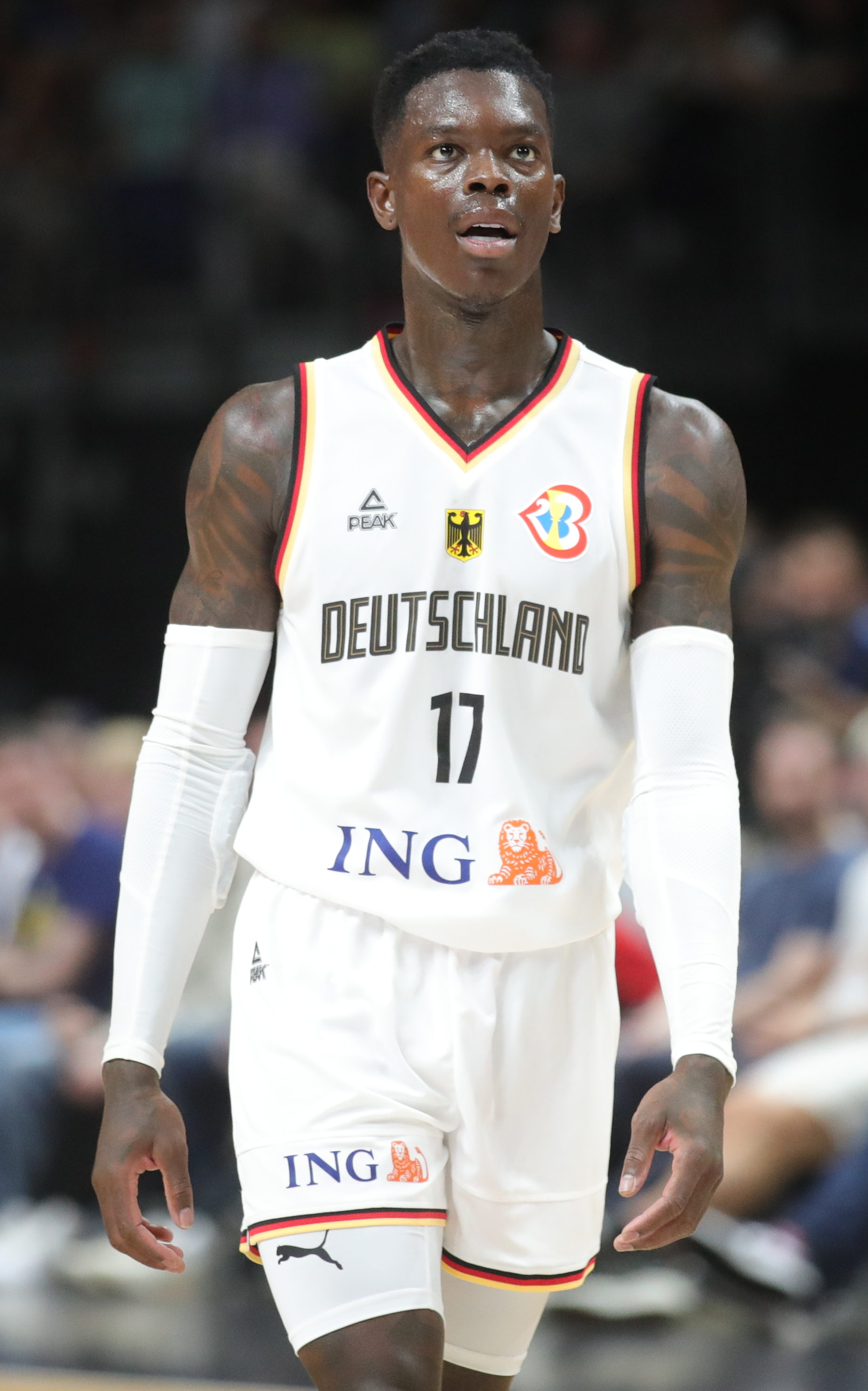
Dennis Schröder

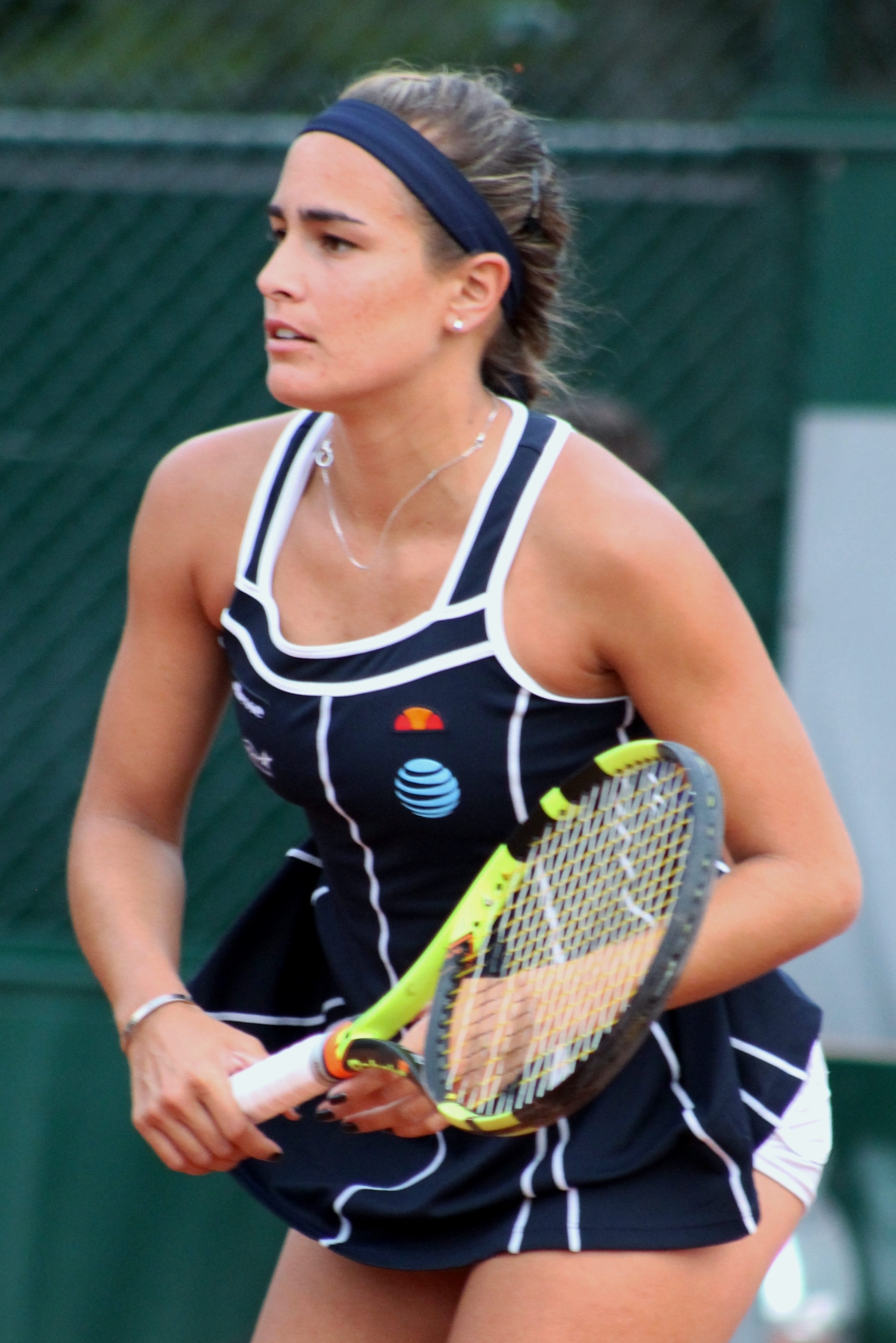
Mónica Puig

- 04. September: Aslan Karazew, russischer Tennisspieler
- 05. September: Henrich Lonsky, slowakischer Biathlet
- 09. September: Alexander Chochlatschow, russischer Eishockeyspieler
- 10. September: Matías Abisab, uruguayischer Fußballspieler
- 10. September: Nicola Carey, australische Cricketspielerin
- 10. September: Patrick Schmidt, deutscher Fußballspieler
- 14. September: Ramzi Boukhiam, marokkanischer Surfer
- 15. September: Reva Foos, deutsche Schwimmerin
- 15. September: Dennis Schröder, deutscher Basketballspieler
- 16. September: Iwan Bukin, russischer Eistänzer
- 17. September: Alex Lynn, britischer Automobilrennfahrer
- 17. September: Flynn Ogilvie, australischer Hockeyspieler
- 17. September: Nikolai Prochorkin, russischer Eishockeyspieler
- 18. September: Mariana Avitia, mexikanische Bogenschützin
- 18. September: Sebastian Maier, deutscher Fußballspieler
- 19. September: Cheick Sallah Cissé, ivorischer Taekwondoin
- 21. September: Akani Simbine, südafrikanischer Leichtathlet
- 23. September: Doris Eichhorn, deutsche Schwimmerin
- 24. September: Jamia Fields, US-amerikanische Fußballspielerin
- 24. September: Ahmed Sassi, tunesischer Fußballspieler
- 24. September: Kevin Ceccon, italienischer Automobilrennfahrer
- 25. September: Arlind Ajeti, Schweizer Fußballspieler
- 26. September: Michael Kidd-Gilchrist, US-amerikanischer Basketballspieler
- 27. September: Peres Jepchirchir, kenianische Langstreckenläuferin
- 27. September: Mónica Puig, puerto-ricanische Tennisspielerin
- 28. September: Franziska Schubert, deutsche Skispringerin
- 30. September: Philipp Klewin, deutscher Fußballtorhüter
- 30. September: Philipp Max, deutscher Fußballspieler
- 30. September: Ernest Prišlič, slowenischer Skispringer

### Oktober
- 01. Oktober: Jondonperenlein Baschüü, mongolischer Judoka
- 01. Oktober: Djilali Bedrani, französischer Leichtathlet
- 01. Oktober: Ronny Marcos, deutscher Fußballspieler
- 02. Oktober: Shin Dam-yeong, südkoreanische Fußballspielerin
- 02. Oktober: Aaro Vainio, finnischer Automobilrennfahrer
- 04. Oktober: Marvin Ajani, deutsch-nigerianischer Fußballspieler
- 04. Oktober: Albion Vrenezi, kosovarischer Fußballspieler
- 06. Oktober: Gil Popilski, israelischer Schachspieler
- 08. Oktober: Elodie Jakob, Schweizer Leichtathletin
- 08. Oktober: Garbiñe Muguruza, spanische Tennisspielerin
- 08. Oktober: Bubba Wallace, US-amerikanischer Automobilrennfahrer
- 10. Oktober: Bajartsogtyn Mönchdsajaa, mongolische Leichtathletin
- 10. Oktober: Katrina Werry, australische Ruderin
- 12. Oktober: Odunayo Adekuoroye, nigerianische Ringerin
- 12. Oktober: Luís Felipe Derani, brasilianischer Automobilrennfahrer
- 12. Oktober: Murat Gassijew, russischer Boxer und aktueller ungeschlagener IBF-Weltmeister im Cruisergewicht
- 16. Oktober: Burak Ayaz, türkischer Fußballspieler
- 16. Oktober: Tanja Padutsch, deutsche Handballspielerin
- 19. Oktober: David Schmidt, deutscher Handballspieler
- 20. Oktober: Nicholas Hough, australischer Hürdenläufer
- 24. Oktober: Mariafe Artacho del Solar, australische Beachvolleyballspielerin
- 26. Oktober: Ivo Aarts, niederländischer Poolbillardspieler
- 26. Oktober: Sergei Karassjow, russischer Basketballspieler
- 27. Oktober: Artjom Antonevitch, russisch-deutscher Handballspieler
- 27. Oktober: Nazi Paikidze, georgisch-US-amerikanische Schachmeisterin
- 27. Oktober: Korbinian Vollmann, deutscher Fußballspieler
- 28. Oktober: Vera Looser, namibische Radrennfahrerin

### November

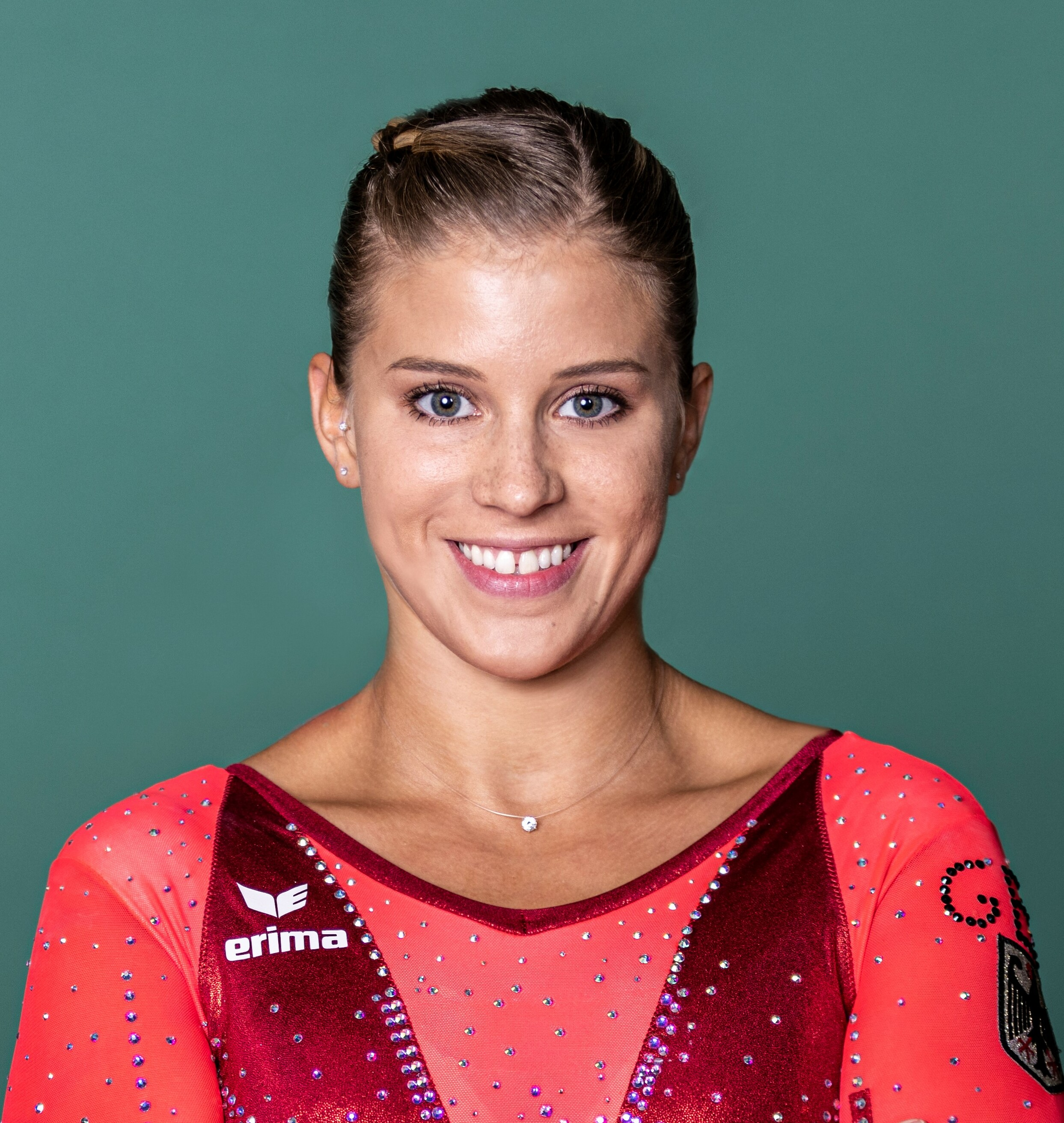
Elisabeth Seitz

- 02. November: Grant O’Gorman, kanadischer Beachvolleyballspieler
- 03. November: Sandra Paruszewski, deutsche Ringerin
- 04. November: Elisabeth Seitz, deutsche Kunstturnerin
- 06. November: Isaac Viñales, spanischer Motorradrennfahrer
- 07. November: Paul Pajduch, österreichischer Fußballtorhüter und Fußballfunktionär
- 09. November: Halil Akbunar, türkischer Fußballspieler
- 10. November: Jannick Boldt, deutscher Handballspieler
- 11. November: Milana Kozomara, bosnisch-herzegowinische Badmintonspielerin
- 11. November: Jamaal Lascelles, englischer Fußballspieler
- 11. November: Vicky Piria, italienische Automobilrennfahrerin
- 13. November: Boniface Mweresa, kenianischer Sprinter
- 15. November: Paulo Dybala, argentinischer Fußballspieler
- 16. November: Stefan Küng, schweizerisch-liechtensteinischer Radrennfahrer
- 17. November: Brooke Voigt, kanadische Snowboarderin
- 18. November: Maximiliane Rall, deutsche Fußballspielerin
- 19. November: Suso, spanischer Fußballspieler
- 20. November: Man Asaad, syrischer Gewichtheber
- 20. November: Przemysław Słowikowski, polnischer Leichtathlet
- 22. November: Logan Martin, australischer BMX-Freestyle-Fahrer
- 22. November: Dennis Szczesny, deutsch-polnischer Handballspieler
- 23. November: Faye Njie, finnisch-gambischer Judoka
- 24. November: Olena Schchumowa, ukrainische Rennrodlerin
- 24. November: Brandon Starc, australischer Leichtathlet
- 25. November: Danny Kent, britischer Motorradrennfahrer
- 27. November: Tanja Großer, deutsche Volleyballspielerin
- 27. November: Polina Wladimirowna Winogradowa, russische Tennisspielerin
- 29. November: Daniel Golubovic, australischer Leichtathlet
- 30. November: Tom Blomqvist, schwedisch-britischer Automobilrennfahrer

### Dezember

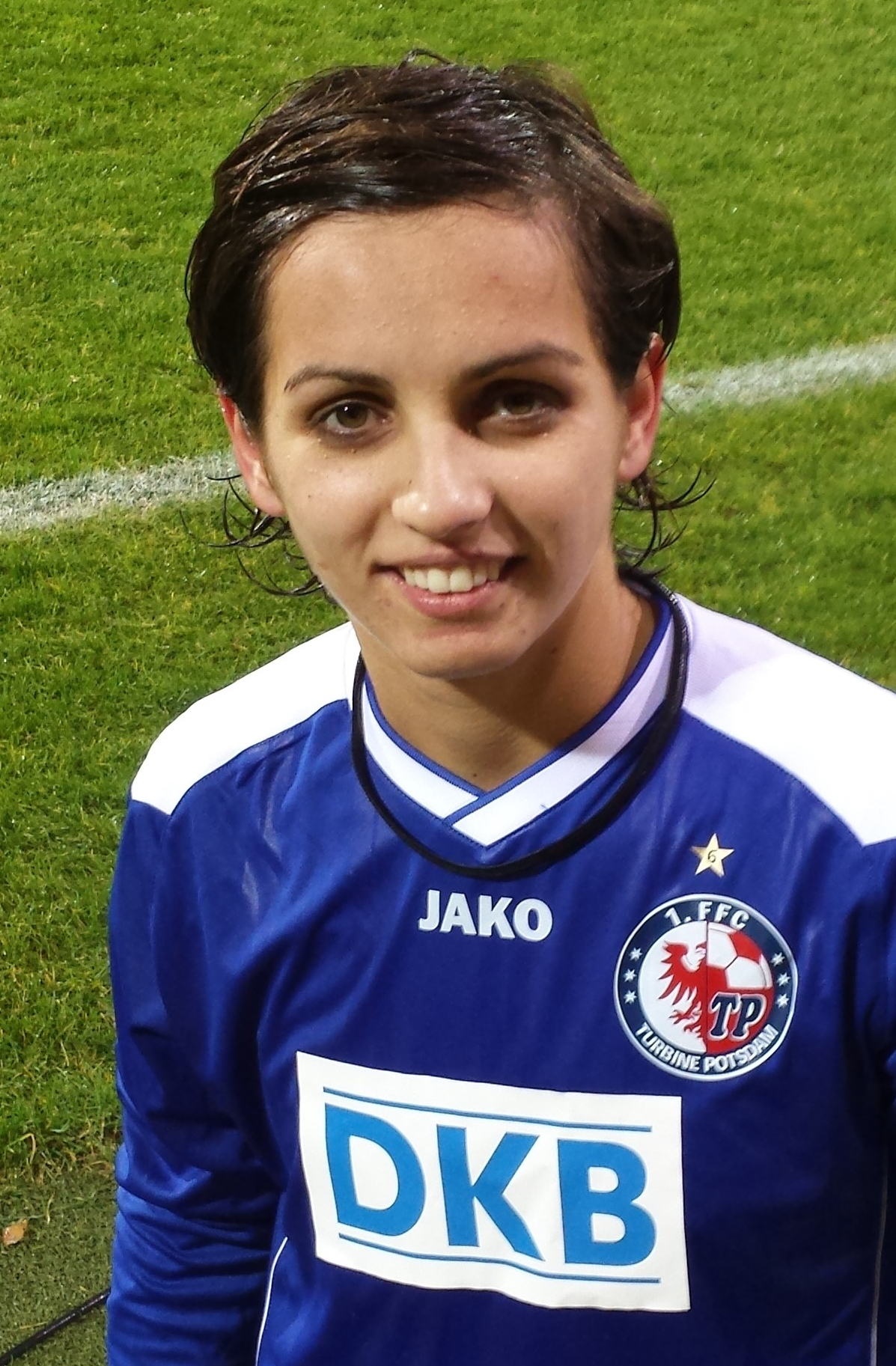
Nataša Andonova

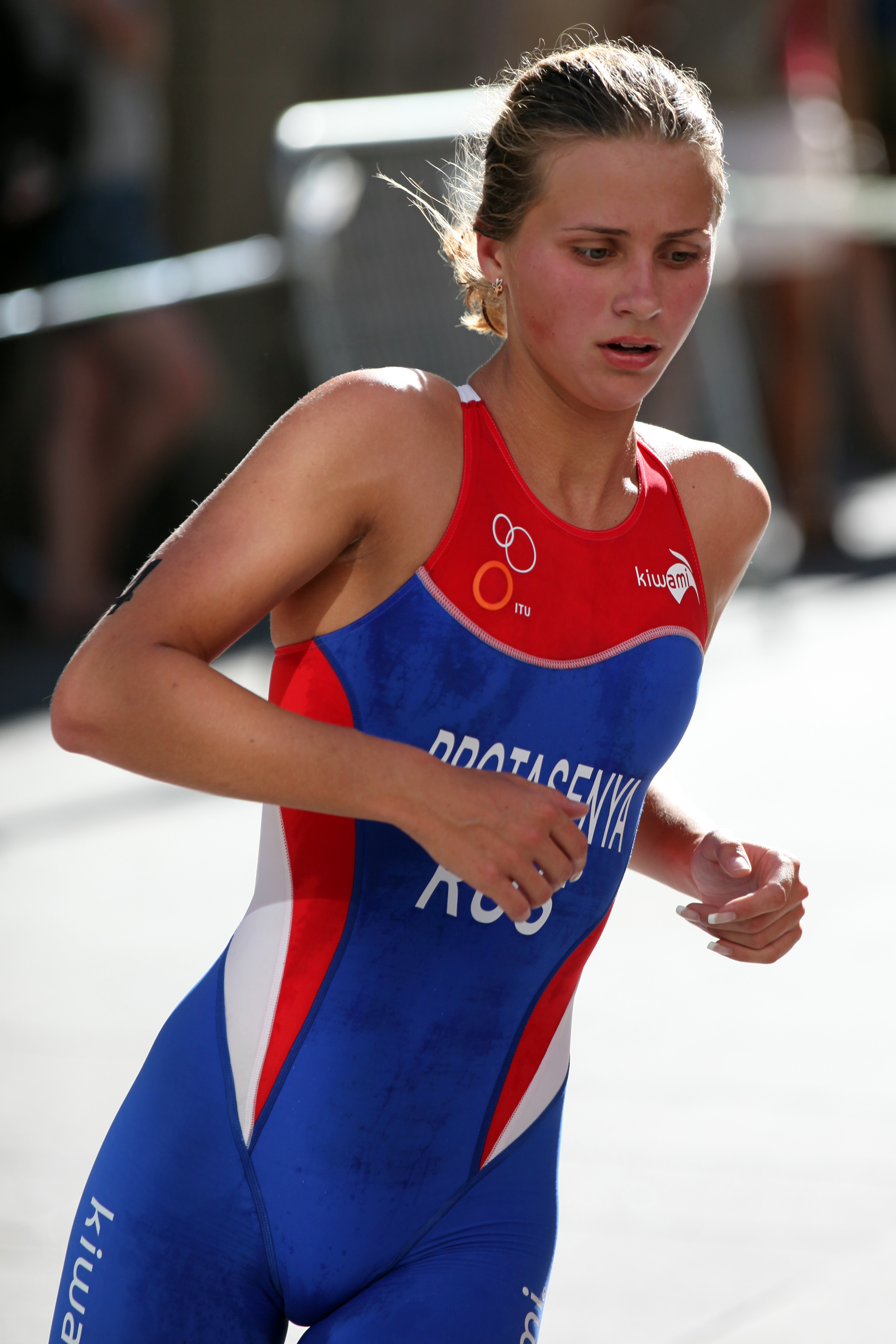
Anastassia Protassenja

- 02. Dezember: Koen Bouwman, niederländischer Radrennfahrer
- 02. Dezember: Tiffany Gauthier, französische Skirennläuferin
- 04. Dezember: Nataša Andonova, mazedonische Fußballspielerin
- 04. Dezember: Taco van der Hoorn, niederländischer Radrennfahrer
- 05. Dezember: Choe Hyo-sim, nordkoreanische Gewichtheberin
- 05. Dezember: Michelle Gisin, Schweizer Skirennfahrerin
- 05. Dezember: Luciano Vietto, argentinischer Fußballspieler
- 06. Dezember: Jean Zimmer, deutscher Fußballspieler
- 07. Dezember: Rick Zabel, deutscher Radrennfahrer
- 08. Dezember: Ronny Minkwitz, deutscher Fußballspieler
- 09. Dezember: Eleanor Furneaux, britische Skeletonfahrerin
- 09. Dezember: Laura Smulders, niederländische Radrennfahrerin (BMX)
- 10. Dezember: Hampus Wanne, schwedischer Handballspieler
- 12. Dezember: Max Rendschmidt, deutscher Kanute
- 13. Dezember: Nils Winter, deutscher Fußballspieler
- 13. Dezember: Patrick Zieker, deutscher Handballspieler
- 14. Dezember: Antonio Giovinazzi, italienischer Automobilrennfahrer
- 14. Dezember: Thanawat Thirapongpaiboon, thailändischer Snookerspieler
- 15. Dezember: Sharon Firisua, Leichtathletin von den Salomonen
- 15. Dezember: Luis Ángel Sánchez, guatemaltekischer Geher
- 16. Dezember: Nick Kenny, walisischer Dartspieler
- 18. Dezember: Kerri Gowler, neuseeländische Ruderin
- 19. Dezember: Leonardo Bittencourt, deutscher Fußballspieler
- 20. Dezember: Andrea Belotti, italienischer Fußballspieler
- 20. Dezember: Jana Jegorjan, russische Säbelfechterin und Olympiasiegerin
- 22. Dezember: Raphaël Guerreiro, portugiesischer Fußballspieler
- 22. Dezember: Anastassia Protassenja, russische Triathletin
- 22. Dezember: Artem Tyschtschenko, ukrainischer Biathlet
- 23. Dezember: Felix Großschartner, österreichischer Radrennfahrer
- 24. Dezember: Ririn Amelia, indonesische Badmintonspielerin
- 24. Dezember: Prince-Désir Gouano, französischer Fußballspieler
- 25. Dezember: Gergely Krausz, ungarischer Badmintonspieler
- 25. Dezember: Pürewdordschiin Orchon, mongolische Ringerin
- 26. Dezember: Espen Bjørnstad, norwegischer Nordischer Kombinierer
- 26. Dezember: Florian Gruber, deutscher Kitesurf-Weltmeister
- 28. Dezember: Jaroslaw Anatoljewitsch Dyblenko, russischer Eishockeyspieler
- 28. Dezember: Lucas Röser, deutscher Fußballspieler
- 29. Dezember: Quincy Alexander, Radrennfahrer aus Trinidad und Tobago
- 30. Dezember: Charlie Guest, britische Skirennläuferin
- 30. Dezember: Jake Jones, englischer Dartspieler
- 30. Dezember: Älibek Omarow, kasachischer Billardspieler
- 30. Dezember: Aleksandrs Patrijuks, lettischer Biathlet

### Datum unbekannt
- Adriana Farfán, bolivianische Fußballschiedsrichterin

## Gestorben

### Januar
- 02. Januar: Heinz Kohlhaas, deutscher Boxer (* 1912)
- 02. Januar: Wladimir Makogonow, aserbaidschanischer Schachspieler (* 1904)
- 03. Januar: Otto Eckl, österreichischer Tischtennisspieler (* 1922)
- 03. Januar: Will Walls, US-amerikanischer American-Football-Spieler (* 1912)
- 04. Januar: Danie Craven, südafrikanischer Rugbyspieler (* 1910)
- 05. Januar: Nijasbei Dsjapschipa, sowjetischer Fußballspieler (* 1927)
- 05. Januar: Florian Zogg, Schweizer Skilangläufer (* 1900)
- 07. Januar: Hennes Schmitz, deutscher Fußballspieler (* 1907)
- 07. Januar: Bill Vint, englischer Tischtennisfunktionär (* 1906)
- 09. Januar: Mario Genta, italienischer Fußballspieler und -trainer (* 1912)
- 12. Januar: Pierre Nihant, belgischer Radrennfahrer (* 1925)
- 12. Januar: Rudolf Warnholtz, deutscher Hockeyspieler (* 1906)
- 13. Januar: Edivaldo Martins da Fonseca, brasilianischer Fußballspieler (* 1962)
- 14. Januar: Alexander Georgijewitsch Medakin, russischer Fußballspieler (* 1937)
- 15. Januar: Henry Iba, US-amerikanischer Basketballtrainer (* 1904)
- 16. Januar: Patsy Guzzo, kanadischer Eishockeyspieler (* 1917)
- 17. Januar: William Zombory, rumänischer Fußballspieler (* 1906)
- 18. Januar: Alfredo Bovet, italienischer Radrennfahrer (* 1909)
- 21. Januar: Felice Borel, italienischer Fußballspieler und -trainer (* 1914)
- 21. Januar: Charlie Gehringer, US-amerikanischer Baseballspieler (* 1903)
- 22. Januar: Héctor De Bourgoing, argentinisch-französischer Fußballspieler (* 1934)
- 22. Januar: Jim Pollard, US-amerikanischer Basketballspieler (* 1922)
- 24. Januar: Detlef Gerstenberg, deutscher Leichtathlet (* 1957)
- 25. Januar: Leah Neuberger, US-amerikanische Tischtennisspielerin (* 1915)
- 28. Januar: Erik Herseth, norwegischer Segler (* 1892)
- 28. Januar: Anatoli Parfjonow, sowjetisch-russischer Ringer und Olympiasieger (* 1924)
- 29. Januar: Lars Larsson, schwedischer Leichtathlet (* 1911)
- 30. Januar: James LuValle, US-amerikanischer Leichtathlet (* 1912)
- 30. Januar: Anton Wieser, österreichischer Skispringer (* 1921)
- 31. Januar: Frithjof Ulleberg, norwegischer Fußballspieler (* 1911)
- 000Januar: Hans Schneider, österreichischer Eishockeyspieler (* 1913)

### Februar
- 01. Februar: Mehrab Shahrokhi, iranischer Fußballspieler (* 1944)
- 01. Februar: Sven Thofelt, schwedischer Sportler und Olympiasieger (* 1904)
- 02. Februar: Michael Klein, rumänischer Fußballspieler (* 1959)
- 02. Februar: Harry Nilsson, schwedischer Fußballspieler (* 1916)
- 03. Februar: Paul Emery, britischer Automobilrennfahrer und Rennwagenkonstrukteur (* 1916)
- 04. Februar: Eldon Jenne, US-amerikanischer Leichtathlet (* 1899)
- 04. Februar: Rudolf Zeiser, deutscher Fußballspieler (* 1936)
- 06. Februar: Arthur Ashe, US-amerikanischer Tennisspieler (* 1943)
- 07. Februar: Duilio Brignetti, italienischer Moderner Fünfkämpfer (* 1926)
- 17. Februar: Hans Scherbart, deutscher Hockeyspieler (* 1905)
- 20. Februar: Kuriyagawa Heigorō, japanischer Skisportler (* 1908)
- 23. Februar: Helmut Braselmann, deutscher Feldhandballspieler (* 1911)
- 24. Februar: Bobby Moore, englischer Fußballspieler (* 1941)
- 24. Februar: Denis Vaucher, Schweizer Skisportler (* 1898)
- 25. Februar: Roger Rochard, französischer Leichtathlet (* 1913)
- 25. Februar: Leopold Tajner, polnischer Skisportler (* 1921)
- 26. Februar: John Besford, britischer Schwimmer (* 1911)
- 27. Februar: Walker Smith, US-amerikanischer Leichtathlet (* 1896)
- 28. Februar: Benoît Carrara, französischer Skilangläufer (* 1926)
- 000Februar: John Edgington, britischer Leichtathlet (* 1936)

### März
- 01. März: Arnold Hirtz, Schweizer Eishockeytorhüter und -schiedsrichter (* 1910)
- 01. März: Oleg Saizew, sowjetisch-russischer Eishockeynationalspieler (* 1939)
- 02. März: Julius Ebert, dänischer Mittel- und Langstreckenläufer (* 1898)
- 05. März: Jean Földeák, deutscher Ringer und Ringkampftrainer (* 1903)
- 10. März: Paul Renz, deutscher Fußballtrainer (* 1920)
- 12. März: Mac Speedie, US-amerikanischer American-Football-Spieler (* 1920)
- 14. März: Thore Enochsson, schwedischer Leichtathlet (* 1908)
- 21. März: Charles Dauner, US-amerikanischer Handballspieler (* 1912)
- 27. März: Ernst Streng, deutscher Radrennfahrer und Olympiasieger (* 1942)
- 29. März: Anton Krenn, österreichischer Fußballspieler (* 1911)
- 30. März: Andrée Brunet, französischer Eiskunstläuferin (* 1901)

### April
- 04. April: Edera Cordiale, italienische Diskuswerferin (* 1920)
- 13. April: Rudolf Wetzer, rumänischer Fußballspieler (* 1901)
- 15. April: Georges Guillez, französischer Leichtathlet (* 1909)
- 15. April: Peter Pietras, US-amerikanischer Fußballspieler (* 1908)
- 20. April: Evelyne Hall, US-amerikanische Leichtathletin (* 1909)
- 20. April: Frank Stubbs, US-amerikanischer Eishockeyspieler (* 1909)
- 23. April: Séra Martin, französischer Leichtathlet (* 1906)
- 30. April: Árpád Lengyel, ungarischer Schwimmer (* 1915)

### Mai
- 01. Mai: Donald Dupree, US-amerikanischer Bobfahrer (* 1919)
- 01. Mai: István Wampetits, ungarischer Fußballspieler und -trainer (* 1903)
- 02. Mai: Monty Southall, britischer Radrennfahrer (* 1907)
- 05. Mai: Malcolm Metcalf, US-amerikanischer Leichtathlet (* 1910)
- 06. Mai: Rommel Fernández, panamaischer Fußballspieler (* 1966)
- 11. Mai: Torsten Ullman, schwedischer Sportschütze (* 1908)
- 12. Mai: Zeno Colò, italienischer Skirennläufer (* 1920)
- 12. Mai: Evert Dolman, niederländischer Radrennfahrer, Olympiasieger und Weltmeister (* 1946)
- 17. Mai: Toe Blake, kanadischer Eishockeyspieler und -trainer (* 1912)
- 25. Mai: Fikret Arıcan, türkischer Fußballspieler, -trainer und -funktionär (* 1911)
- 25. Mai: Rudolf Eckstein, deutscher Ruderer (* 1915)
- 26. Mai: Ulvi Yenal, türkischer Fußballtorhüter, -trainer und -funktionär (* 1908)
- 28. Mai: Ugo Locatelli, italienischer Fußballspieler (* 1916)
- 30. Mai: Asō Takeharu, japanischer Bergsteiger, Nordischer Skisportler und Leichtathlet (* 1899)
- 30. Mai: Lien Gisolf, niederländische Leichtathletin (* 1910)

### Juni
- 01. Juni: John Terpak, US-amerikanischer Gewichtheber (* 1912)
- 03. Juni: Joe Fortenberry, US-amerikanischer Basketballspieler (* 1911)
- 08. Juni: Anton Morosani, Schweizer Eishockeyspieler (* 1907)
- 13. Juni: Ewald Dytko, polnischer Fußballspieler (* 1914)
- 15. Juni: Marjorie Clark, südafrikanische Leichtathletin (* 1909)
- 18. Juni: Eva Arndt, dänische Schwimmerin (* 1919)
- 20. Juni: György Sárosi, ungarischer Fußballspieler und -trainer (* 1912)
- 23. Juni: Gustave Lussi, Schweizer Eiskunstlauftrainer (* 1898)
- 24. Juni: Gottlieb Wanzenried, Schweizer Radrennfahrer (* 1906)
- 24. Juni: Archie Williams, US-amerikanischer Leichtathlet (* 1915)
- 27. Juni: James Trifunov, kanadischer Ringer (* 1903)

### Juli
- 02. Juli: Mariette Protin, französische Schwimmerin (* 1906)
- 03. Juli: Don Drysdale, US-amerikanischer Baseballspieler (* 1936)
- 08. Juli: John Riseley-Prichard, britischer Automobilrennfahrer (* 1924)
- 14. Juli: Erik Jansson, schwedischer Radrennfahrer (* 1907)
- 16. Juli: Genowefa Kobielska, polnische Leichtathletin (* 1906)
- 17. Juli: Pál Dunay, ungarischer Fechter (* 1909)
- 19. Juli: Ishihara Shōzō, japanischer Eisschnellläufer (* 1910)
- 19. Juli: Luzius Rüedi, Schweizer Eishockeyspieler (* 1900)
- 23. Juli: Megan Taylor, britische Eiskunstläuferin (* 1920)
- 23. Juli: Leslie Thorne, US-amerikanischer Automobilrennfahrer (* 1916)
- 24. Juli: Joe Osmanski, US-amerikanischer American-Football-Spieler (* 1917)
- 28. Juli: Stanley Woods, irischer Motorradrennfahrer (* 1903/04)
- 31. Juli: Bert Hadley, britischer Automobilrennfahrer (* 1910)

### August
- 02. August: Janusz Sidło, polnischer Speerwerfer (* 1933)
- 03. August: Siem Heiden, niederländischer Eisschnellläufer (* 1905)
- 06. August: Bob Kiesel, US-amerikanischer Leichtathlet (* 1911)
- 06. August: Bill Thomson, kanadischer Eishockeyspieler (* 1914)
- 07. August: Gerhard Neuser, deutscher Fußballspieler (* 1938)
- 11. August: Werner Aßmann, deutscher Handballspieler (* 1924)
- 16. August: René Dreyfus, französischer Automobilrennfahrer (* 1905)
- 17. August: Max Gebhardt, deutscher Leichtathlet (* 1904)
- 19. August: Jack Bartlett, britischer Unternehmer und Automobilrennfahrer (* 1904)
- 26. August: Thaddäus Schwabl, österreichischer Skirennläufer (* 1917)
- 28. August: Paul Rowe, US-amerikanischer Eishockeyspieler (* 1914)
- 29. August: Roger McCluskey, US-amerikanischer Automobilrennfahrer (* 1930)
- 29. August: Gwendoline Porter, britische Leichtathletin (* 1902)

### September
- 01. September: Alexei Wachonin, sowjetisch-russischer Gewichtheber und Olympiasieger 1964 (* 1935)
- 10. September: Garnet Ault, kanadischer Schwimmer (* 1905)
- 11. September: Erling Andersen, US-amerikanischer Skisportler (* 1905)
- 11. September: Mary Jane Reoch, US-amerikanische Radrennfahrerin (* 1945)
- 12. September: Walter Jean Ganshof van der Meersch, belgischer Bobsportler (* 1900)
- 14. September: Bruno Schlokat, deutscher Leichtathlet (* 1898)
- 16. September: Henri LaBorde, US-amerikanischer Leichtathlet (* 1909)
- 16. September: Rok Petrovič, slowenischer Skirennläufer (* 1966)
- 22. September: Mihai Tänzer, rumänisch-ungarischer Fußballspieler und -trainer (* 1905)
- 25. September: Rudolf Rasmussen, dänischer Radrennfahrer (* 1918)
- 25. September: Manlio Scopigno, italienischer Fußballspieler und -trainer (* 1925)
- 000September: Ernest Clark, britischer Leichtathlet (* 1898)

### Oktober
- 03. Oktober: Hans-Dieter Wacker, deutscher Fußballspieler (* 1958)
- 09. Oktober: Angelo Guatta, italienischer Automobilrennfahrer (* 1907)
- 15. Oktober: Herbert Fuller, britischer Radrennfahrer (* 1902)
- 20. Oktober: Martti Matilainen, finnischer Leichtathlet (* 1907)
- 21. Oktober: Jan Maciejko, polnischer Eishockeytorhüter und -trainer (* 1913)
- 24. Oktober: Přemysl Hainý, tschechoslowakischer Eishockeyspieler und -trainer (* 1925)
- 24. Oktober: Heinz Kubsch, deutscher Fußballspieler (* 1930)
- 25. Oktober: Josef Losert, österreichischer Fechter und Fechttrainer (* 1908)
- 29. Oktober: Stanisław Marusarz, polnischer Skisportler (* 1913)
- 29. Oktober: Ewald Riebschläger, deutscher Wasserspringer (* 1904)
- 29. Oktober: Roger Turner, US-amerikanischer Eiskunstläufer (* 1901)

### November
- 02. November: Oswald Junkes, deutscher Gewichtheber (* 1921)
- 04. November: Daniel Barrow, US-amerikanischer Ruderer (* 1909)
- 11. November: Mildred Fizzell, kanadische Leichtathletin (* 1915)
- 17. November: Amy Jagger, britische Turnerin (* 1908)
- 25. November: Carl Lorenz, deutscher Radrennfahrer und Radsporttrainer (* 1913)
- 26. November: Erwin Gillmeister, deutscher Leichtathlet (* 1907)
- 27. November: Edy Baumann, Schweizer Radrennfahrer (* 1914)
- 27. November: Einar Landvik, norwegischer Skisportler (* 1898)
- 27. November: Guido Masetti, italienischer Fußballspieler (* 1907)

### Dezember
- 02. Dezember: Evelyn Dearman, britische Tennisspielerin (* 1908)
- 05. Dezember: Walter Reisp, österreichischer Feldhandballspieler (* 1910)
- 06. Dezember: Henk Ooms, niederländischer Radrennfahrer (* 1916)
- 08. Dezember: Paul Mebus, deutscher Fußballspieler (* 1920)
- 09. Dezember: Karl-Erik Åström, schwedischer Skilangläufer (* 1924)
- 15. Dezember: Marcel Vandernotte, französischer Ruderer (* 1909)
- 18. Dezember: Joe Carstairs, britische Unternehmerin, gesellschaftliche Persönlichkeit und Motorbootrennfahrerin (* 1900)
- 18. Dezember: Helm Glöckler, deutscher Automobilrennfahrer (* 1909)
- 19. Dezember: Kurt Frey, deutscher Regattasegler (* 1913)
- 21. Dezember: Pekka Niemi, finnischer Skilangläufer (* 1909)
- 22. Dezember: Wilhelm Tarnogrocki, deutscher Leichtathlet (* 1904)
- 23. Dezember: Marcello Neri, italienischer Radrennfahrer (* 1902 od. 1903)
- 25. Dezember: Marian Suski, polnischer Fechter (* 1905)
- 26. Dezember: Ray Bray, US-amerikanischer American-Football-Spieler (* 1917)
- 26. Dezember: Erkki Savolainen, finnischer Boxer (* 1917)
- 27. Dezember: Runar Holmberg, finnischer Leichtathlet (* 1923)
- 29. Dezember: Karl Endres, deutscher Basketballspieler (* 1911)
- 29. Dezember: Hans Houtzager, niederländischer Leichtathlet (* 1910)
- 000Dezember: René Fonjallaz, Schweizer Bobfahrer (* 1907)
- 000Dezember: Earnest Goodsir-Cullen, indischer Hockeyspieler (* 1912)

### Datum unbekannt
- Nakajima Itarō, japanischer Leichtathlet (* 1911)
- Ștefan Petrescu, rumänischer Sportschütze (* 1931)
- Jānis Alfrēds Vītols, lettischer Radrennfahrer (* 1911)